# Lawrence Osborne
Lawrence Osborne (geboren 1958) ist ein britischer Schriftsteller.

## Leben
Lawrence Osborne studierte Sprachen am Fitzwilliam College, Cambridge und in Harvard. Er lebte für zehn Jahre in Paris und schrieb dort 1986 seinen ersten Roman Ania Malina und das Reisetagebuch Paris Dreambook.
Er arbeitete als Reporter an der mexikanischen Grenze in San Diego und Tijuana und danach für mehrere Jahre als Feature-Journalist für die New York Times. Seine Reisereportagen, Features, Profile und Essays wurden in Harper’s, The New Yorker, The Financial Times, The New York Observer, New York Magazine, Forbes, The Conde Nast Traveler, Playboy, The Daily Beast, Gourmet, The Wall Street Journal Magazine, Newsweek und Men’s Vogue veröffentlicht.
Er wohnte an verschiedenen Orten, zuletzt seit 2012 in Bangkok. Seither schreibt er wieder Romane.  Die Kurzgeschichte Volcano erschien 2012 in Tin House und gelangte in die Auswahl der besten amerikanischen Kurzgeschichten. In Marokko ging er in die Berge und fand das Material für den Roman The Forgiven der noch zu seinen Lebzeiten verfilmt wurde. In Kambodscha ist sein 2015 veröffentlichter fünfter Roman Hunters in the Dark angesiedelt.

## Rezeption
Der Roman Denen man vergibt wurde in Deutschland von der Kritik positiv aufgenommen:

„Osborne kreiert eine Szenerie vulgär zur Schau gestellten Reichtums, die aus der Zeit gefallen zu sein scheint und gerade deshalb umso verstörender wirkt. Präzise seziert er die Beziehungen seiner Protagonisten, mit Biss und Ironie enthüllt er ihre geheimen Wünsche und Gefühle. [...] Ein herausragender Roman, spannend erzählt, raffiniert im Ton.“

„... eine gleißende Parabel auf die Arroganz des Westens – ein fiebriges Lehrstück über Schuld und Sühne. Filmisch und wunderbar altmodisch zugleich.“

## Werke (Auswahl)
- On Java Road. Hogarth, London / New York 2022, ISBN 978-0-593-24232-2.
  - Java Road Hong Kong. Übersetzung Gottfried Röckelein. Ars Vivendi, Cadolzburg 2023, ISBN 978-3-7472-0520-4.
- Only to Sleep. London; New York: Hogarth, 2018
- Beautiful Animals. London; New York: Hogarth, 2017
  - Welch schöne Tiere wir sind. Übersetzung Stephan Kleiner. München: Piper, 2019
- Hunters in the Dark. London; New York: Hogarth, 2015
- The ballad of a small player. London; New York: Hogarth, 2014
- The wet and the dry: a drinker's journey. New York: Crown, 2013
- The forgiven: a novel. London; New York: Hogarth, 2012
  - Denen man vergibt. Übersetzung Reiner Pfleiderer. Berlin: Wagenbach, 2017
- Bangkok days. New York: North Point Press, 2009
- The naked tourist: in search of adventure and beauty in the age of the airport mall. New York  North Point Press, 2006
- The accidental connoisseur: an irreverent journey though the wine world. New York: North Point Press, 2004
- American normal: the hidden world of Asperger syndrome.  New York: Copernicus, 2002
- The poisoned embrace: a brief history of sexual pessimism. Essays. New York: Pantheon Books, 1993
- Paris dreambook: an unconventional guide to the splendor and squalor of the city. New York: Pantheon Books, 1990
- Ania Malina. Roman. New York: Scribner, 1986